# The Mumbly Cartoon Show
The Mumbly Cartoon Show (br: Rabugento, o cão detetive, pt: Mumbly, o cão detetive) é um desenho com produção Hanna-Barbera. Estreou em 1976 e teve 16 episódios.
Conta a história de Rabugento, um cachorro detetive que irrita os bandidos com suas aparições surpresa e sua ironia extrema. Famoso por sua risada e por resmungar o tempo todo. Seu carro é uma lata-velha que anda com muita dificuldade.
Não confundir este personagem com o Muttley, são totalmente diferentes, apesar do traço parecido.
Rabugento foi inspirado em Columbo interpretado por Peter Falk, já Muttley foi inspirado no personagem Max do filme The Great Race, também intepretado por Falk.
Rabugento reaparece em Os Ho-ho-límpicos (1977).

## Episódios
nomes originais (em inglês)
1. "Fleetfeet Versus Flat Foot"
2. "The Great Car Heist"
3. "The Magical Madcap Caper"
4. "The Big Breakout Bust"
5. "The Return of Bing Bong"
6. "The Super-Dooper Super Cop"
7. "The Big Ox Bust"
8. "The Great Graffiti Gambit"
9. "Taking Stock"
10. "The Littermugg"
11. "The Perils of the Purple Baron"
12. "The Fatbeard the Pirate Fracas"
13. "The Big Snow Foot Snow Job"
14. "Sherlock's Badder Brudder"
15. "The UFO's a No-No"
16. "Hyde and Seek"

## Dubladores

### Nos Estados Unidos
- Don Messick

### No Brasil
- Rabugento: Milton Luís
- Chefe Sinuca: Guálter França